# Charles-Jean de La Motte-Vauvert

Charles-Jean de La Motte-Vauvert

Charles-Jean de La Motte de Broons et de Vauvert (* 13. August 1782 in Saint-Père-Marc-en-Poulet; † 5. Mai 1860 in Vannes) war von 1827 bis 1860 Bischof des französischen Bistums Vannes und einer der wichtigsten Exponenten der katholischen Restauration des 19. Jahrhunderts in der Bretagne.

## Leben
Charles-Jean de La Motte-Vauvert wurde 1782 als Spross einer alten adligen Familie auf dem Schloss Launay bei Saint-Père in der Bretagne geboren. Sein Vater war Offizier der französischen Marine. Im Zuge der Französischen Revolution ging Charles-Jean mit seinen Eltern in die Emigration, zunächst nach Belgien, dann nach Hagen. 1796 trat er in die preußische Armee ein und wurde zum Artillerieoffizier ausgebildet. 1806 nach Frankreich zurückgekehrt, gab er die militärische Laufbahn auf und trat 1809 in das Priesterseminar in Rennes ein. 1812 wurde er zum Priester geweiht. Danach war er tätig als Mathematiklehrer am kleinen Seminar in Rennes, außerdem Geistlicher an Saint-Germain ebd. und später Domherr an der Kathedrale.
Mit königlichem Dekret vom 4. Juli 1827 zum Bischof von Vannes bestimmt, weigerte er sich zunächst, die Ernennung anzunehmen, akzeptierte auf Drängen seines Bischofs und des päpstlichen Nuntius schließlich doch und wurde am 17. September 1827 von Papst Leo XII. präkonisiert und am 28. Oktober 1827 von Erzbischof Quélen in der Karmelitenkirche in der Rue de Vaugirard in Paris geweiht.
Am 15. November 1827 nahm Mgr de La Motte seine Diözese in Besitz, die er 33 Jahre – bis zu seinem Tod 1860 – mit großem Eifer leiten sollte; nur zweimal gestattete er sich eine kurze Abwesenheit: 1849 nahm er am Provinzialkonzil in Tours teil und 1859 an den Feierlichkeiten zur Erhebung der Diözese Rennes zum Metropolitanbistum.
Trotz der Ausweisung der Jesuiten aus dem Bistum 1829 erhielt Bischof de La Motte das kleine Seminar in Sainte-Anne-d’Auray und förderte die Niederlassung der Schulbrüder von Ploërmel in Ploërmel und Malestroit. Nach dem Tod des Superiors 1833 ersetzte er – wie in Sainte-Anne – auch am Großen Seminar in Vannes die Lazaristen durch Diözesanpriester, ermutigte und förderte parallel aber die Gründung und Niederlassung anderer Ordensgemeinschaften im Bistum: 1834 die Gründung der Töchter Jesu (Filles de Jésus) in Bignan, 1836 die Ursulinen in Faouët und 1841 die Niederlassung der Zisterzienser der strengeren Observanz (»Trappisten«) in Timadeuc. 
1850 errichtete er das Kolleg des hl. Franz-Xaver in Vannes; weitere Schulen entstanden in Hennebont, Gourin, Ploërmel und Sarzeau. Sein Engagement für das Schulwesen führte schließlich auch zur Rückkehr der Jesuiten und der Schwestern von der Retraite 1845, außerdem zur Niederlassung der Picpus-Patres in Sarzeau und der Väter vom heiligen Geist in Langonnet. Die Bindung an ›seine‹ sozial-karitativen Werke ist vermutlich auch der Grund, warum er im Mai 1835 die Beförderung zum Erzbischof von Aix ausschlug. Zum 1. Januar 1850 führte Bischof de La Motte in seiner Diözese die römische Liturgie ein; 1858 empfing er Kaiser Napoleon III. in Sainte-Anne.
Mgr de La Motte starb am 5. Mai 1860 und wurde auf eigenen Wunsch auf dem für die Priester reservierten Teil des öffentlichen Friedhofs beigesetzt, wo ihm später ein neogotisches Mausoleum nach Plänen des Diözesanarchitekten Marius Charier (1812–1890) errichtet wurde.